# Агьон, Габриэль
Габриэ́ль Агьо́н (фр. Gabriel Aghion; род. 30 декабря 1955, Александрия, Египет) — французский кинорежиссёр и сценарист.

## Биография
Семья Габриэля переехала из Египта в Париж, когда мальчику было четыре года. В 1970-х годах Агьон работал ассистентом режиссёра у Клода Зиди, Жан-Жака Бенекса и Уилларда Хайка. Первым успехом режиссёра и сценариста Агьона стал фильм 1996 года «Вечерний прикид». Во Франции эта комедия про жизнь гомосексуалов собрала более четырёх миллионов зрителей и была названа самым успешным фильмом года в стране. Исполнительнице главной роли Фанни Ардан фильм принёс премию «Сезар», а Агьон вместе с Патриком Тимзитом были выдвинуты на главную французскую кинопремию в номинации за лучший сценарий. В 2000 году Агьон вновь работал с Ардан в сатирическом историческом фильме «Распутник». Годом ранее в его комедии «Любимая тёща» снялась другая легенда французского кинематографа Катрин Денёв. Затем в 2001 году Денёв снялась у Агьона в ремейке британского сериала «Распутницы». В 2004 году Агьон попытался повторить успех своего «Вечернего прикида» с фильмом на гомосексуальную тематику «Распутники». Однополая любовь часто становится центральной темой в фильмах Агьона, открыто заявившего о своей нетрадиционной сексуальной ориентации.

## Фильмография
- 1983 — Скарлатина / La Scarlatine
- 1990 — Рю-дю-Бак / Rue du Bac
- 1995 — Вечерний прикид / Pédale douce
- 1999 — Любимая тёща / Belle Maman
- 1999 — Распутник / Le Libertin
- 2001 — Распутницы / Absolument fabuleux
- 2004 — Распутники / Pédale dure
- 2011 — Манон Леско, или История кавалера де Гриё / Manon Lescaut